# Atlantic Highlands
Atlantic Highlands é um distrito localizado no estado americano de Nova Jérsei, no Condado de Monmouth.

## Demografia
Segundo o censo americano de 2000, a sua população era de 4705 habitantes. 
Em 2006, foi estimada uma população de 4614, um decréscimo de 91 (-1.9%).

## Geografia
De acordo com o United States Census Bureau tem uma área de 
11,7 km², dos quais 3,2 km² cobertos por terra e 8,5 km² cobertos por água.

## Localidades na vizinhança
O diagrama seguinte representa as localidades num raio de 8 km ao redor de Atlantic Highlands. 